# Ahmed Boukous
Ahmed Boukous (in berbero Ḥmad Bukus; Lakhsas, 15 ottobre 1946) è un linguista e sociologo berbero con cittadinanza marocchina.

## Biografia
Ahmed Boukous nacque nel 1946 a Mirght, nei dintorni di Lakhsas, non lontano da Tiznit. Conseguì gli studi elementari ad Agadir e quelli secondari a Taroudant e Marrakech, per poi studiare scienze sociali all'Università Mohammed V di Rabat, raggiungendo successivamente la Francia per continuare gli studi universitari. A partire dal 1967 prese parte all'attivismo berberista allora emergente in Marocco, fondando insieme a Brahim Akhiat, Ali Sidqi Azaykou e altri intellettuali l'AMREC, la prima associazione berberista marocchina. A causa del suo impegno nella difesa del patrimonio culturale berbero venne perseguito dalle autorità, venendo incarcerato e vedendosi ritirato il suo passaporto. Nel 2003 succedette a Mohamed Chafik nella direzione dell'IRCAM.

## Opere
- Étude socio-linguistique de la prose soussie (1974)
- Langage et culture populaires au Maroc (1977)
- Phonotactique et domaines prosodiques en Berbère : parler Tachelhit d'Agadir, Maroc (1987)
- Société, langues et cultures au Maroc (1995)
- Dominance et différence : essais sur les enjeux symboliques au Maroc (1999)
- Sociolinguistique marocaine (1999)
- Alphabétisation et développement durable au Maroc : réalité et perspectives (2001)
- L'amazighe dans la politique linguistique et culturelle au Maroc (2004)
- Phonologie de l'amazighe (2009)
- Revitalizing the Amazigh Language : Stakes, Challenges, and Strategies (2011)
- Revitalisation de l'amazighe : défis, enjeux et stratégies (2012)